# Parasemionotus
Il parasemionoto (gen. Parasemionotus) è un pesce osseo estinto appartenente ai parasemionotiformi. Visse tra il Triassico inferiore e il Triassico medio (circa 250 - 235 milioni di anni fa) e i suoi resti fossili sono stati ritrovati in Madagascar, in Groenlandia e in Europa.

## Descrizione
Questo pesce era di dimensioni medio-piccole, e solitamente non superava i 20 - 25 centimetri di lunghezza. La forma del corpo era piuttosto compatta, con una grande testa dotata di muso corto e una piccola bocca. La pinna dorsale era di forma triangolare e posta molto all'indietro lungo il dorso. La pinna anale, anch'essa triangolare, era sostanzialmente opposta alla dorsale. Le pinne pettorali e ventrali erano piuttosto strette, mentre la pinna caudale era ampia e non divisa in due lobi. Il corpo era completamente rivestito da scaglie ricoperte da uno spesso strato di ganoina, di forma squadrata o rettangolare, disposte in file diagonali.

## Classificazione
I primi fossili di questo animale vennero ritrovati in terreni del Triassico inferiore in Madagascar, e vennero descritti da Priem nel 1924 come una nuova specie del genere Semionotus (S. labordei). Successivamente, nel 1929, fu Piveteau a riconoscere le differenze sostanziali tra questa specie e le altre attribuite a Semionotus, e a coniare per la specie malgascia un nuovo genere, Parasemionotus. Oltre alla specie tipo Parasemionotus labordei, in Madagascar è nota anche P. besairiei, mentre in terreni più recenti della Spagna è nota P. villaltai. Resti attribuiti a questo genere sono stati scoperti anche in Groenlandia.
Parasemionotus è il genere eponimo dei parasemionotiformi, un gruppo di pesci ganoidi tipici del Triassico, forse vicini all'origine degli amiiformi. Tra le altre forme di parasemionotiformi, da ricordare Watsonulus eugnathoides e l'insolito Albertonia cupidinia.

## Paleobiologia
Parasemionotus era probabilmente un pesce che si cibava di piccoli animali come vermi e crostacei.